# 槲寄生樹枝的傳說
《槲寄生樹枝的傳說》（Legend of the Mistletoe Bough）是一個與英國許多宅邸有關的恐怖故事。

## 大意
一位新娘在婚禮早餐期間玩捉迷藏遊戲並躲在閣樓的箱子裡，但蓋子卻意外蓋上而無法逃脫。她的家人遍尋不著。許多年後，人們在鎖著的箱子裡發現了屍體，當時屍體是一具穿著婚紗的骷髏。
傳說的故事發生地在英格蘭南部，包括漢普郡的布拉姆斯希爾莊園和馬威爾莊園、康沃爾郡的霍內克城堡、伯克郡的巴西爾登石窟、牛津郡的洛弗爾大教堂、拉特蘭郡的埃克斯頓莊園、諾福克郡的布羅克迪什莊園等，其中一些仍然展示著一具箱子。

## 歷史
這個故事首次由塞繆爾·羅傑斯以題為《Ginevra》的詩的形式出現在他1822 年出版的《意大利》一書中。這個故事在 1830年代以歌曲《槲寄生枝》的形式出現時，由托馬斯·海恩斯·貝利和亨利·畢肖普爵士創作，它的受歡迎程度大大提高。